# Rock in Rio (album Iron Maiden)
Rock in Rio è il quinto album dal vivo del gruppo musicale britannico Iron Maiden, pubblicato il 25 marzo 2002 dalla EMI.
Il 16 luglio dello stesso anno fu pubblicata anche la versione DVD.

## Descrizione
Si tratta del primo album dal vivo pubblicato dopo il ritorno in formazione del cantante Bruce Dickinson e del chitarrista Adrian Smith.
Registrato nel gennaio 2001 al Rock in Rio di Rio de Janeiro in occasione dell'ultima data del Brave New World Tour, il gruppo si esibì di fronte al secondo più grande pubblico della loro carriera, approssimativamente 250.000 persone (il pubblico più numeroso fu ottenuto nel 1985 sempre al Rock in Rio, esibendosi davanti a 300.000 persone). Contiene molte delle tracce più famose del gruppo, come l'omonima Iron Maiden e Run to the Hills, oltre a sei canzoni tratte da Brave New World, tra cui The Wicker Man e la title track. Inoltre vennero eseguite due canzoni tratte dal periodo in cui il cantante Blaze Bayley militava nel gruppo, Sign of the Cross e The Clansman.

## Tracce
CD 1
1. Intro – 1:55
2. The Wicker Man – 4:41
3. Ghost of the Navigator – 6:48
4. Brave New World – 6:06
5. Wrathchild – 3:05
6. 2 Minutes to Midnight – 6:26
7. Blood Brothers – 7:15
8. Sign of the Cross – 10:49
9. The Mercenary – 4:42
10. The Trooper – 4:33
11. Brave New World (Enhanced Video)

CD 2
1. Dream of Mirrors – 9:38
2. The Clansman – 9:19
3. The Evil That Men Do – 4:40
4. Fear of the Dark – 7:40
5. Iron Maiden – 5:51
6. The Number of the Beast – 5:00
7. Hallowed Be Thy Name – 7:23
8. Sanctuary – 5:17
9. Run to the Hills – 4:52
10. A Day in the Life (Enhanced Video)

## Formazione
Gruppo
- Bruce Dickinson – voce
- Dave Murray – chitarra
- Janick Gers – chitarra
- Adrian Smith – chitarra, cori
- Steve Harris – basso, cori
- Nicko McBrain – batteria

Altri musicisti
- Michael Kenney – tastiera

## Classifiche
| Classifica (2002-21) | Posizione massima |
| -------------------- | ----------------- |
| Austria              | 17                |
| Belgio (Fiandre)     | 28                |
| Belgio (Vallonia)    | 37                |
| Croazia              | 27                |
| Finlandia            | 8                 |
| Francia              | 25                |
| Germania             | 13                |
| Italia               | 7                 |
| Norvegia             | 14                |
| Paesi Bassi          | 43                |
| Regno Unito          | 15                |
| Spagna               | 24                |
| Stati Uniti          | 186               |
| Svezia               | 14                |
| Svizzera             | 17                |